# Diego Barba Valdés
Diego Juan Barba Valdés (1921-Santiago, mayo de 2012) fue un policía chileno con rango de general de Carabineros de Chile, que se desempeñó como ministro de Tierras y Colonización de su país, durante la dictadura militar del general Augusto Pinochet entre 1973 y 1974.

## Familia
Se casó con María Olga Rondanelli Hidalgo, fundadora del colegio Bertait College en la comuna santiaguina de Lo Barnechea. Con su cónyuge fue madre de un hijo, Roberto René, militante de la Unión Demócrata Independiente (UDI) que ejerció como concejal de la dicha comuna por dos periodos consecutivos, entre 2012 y 2020. Además, es el director del colegio fundado por su madre y vicepresidente ejecutivo de la Fundación Universidad Internacional de la Empresa.

## Carrera policial
Ingresó a Carabineros de Chile en 1941, teniendo destinaciones por varias comisarías de Coquimbo, Valparaíso y Santiago. Durante el gobierno del presidente Eduardo Frei Montalva en 1969, fue designado como agregado policial de Chile en Costa Rica, siendo el primero en ostentar ese cargo que ejerció hasta 1971. El 9 de febrero de 1972 con el grado de general de Orden y Seguridad, se acogió a retiro de la institución.
Posterior a su retiro, fue gerente general de Cooperativa de Carabineros y miembro del Cuerpo de Generales de Carabineros en Retiro.
Tras el golpe de Estado del 11 de septiembre de 1973, al día siguiente fue nombrado como titular del Ministerio de Tierras y Colonización. Con ocasión del primer cambio de gabinete de la Junta Militar de Gobierno el 11 de julio de 1974, dejó el puesto.
Falleció en Santiago de Chile en mayo de 2012.